# Flodbåt

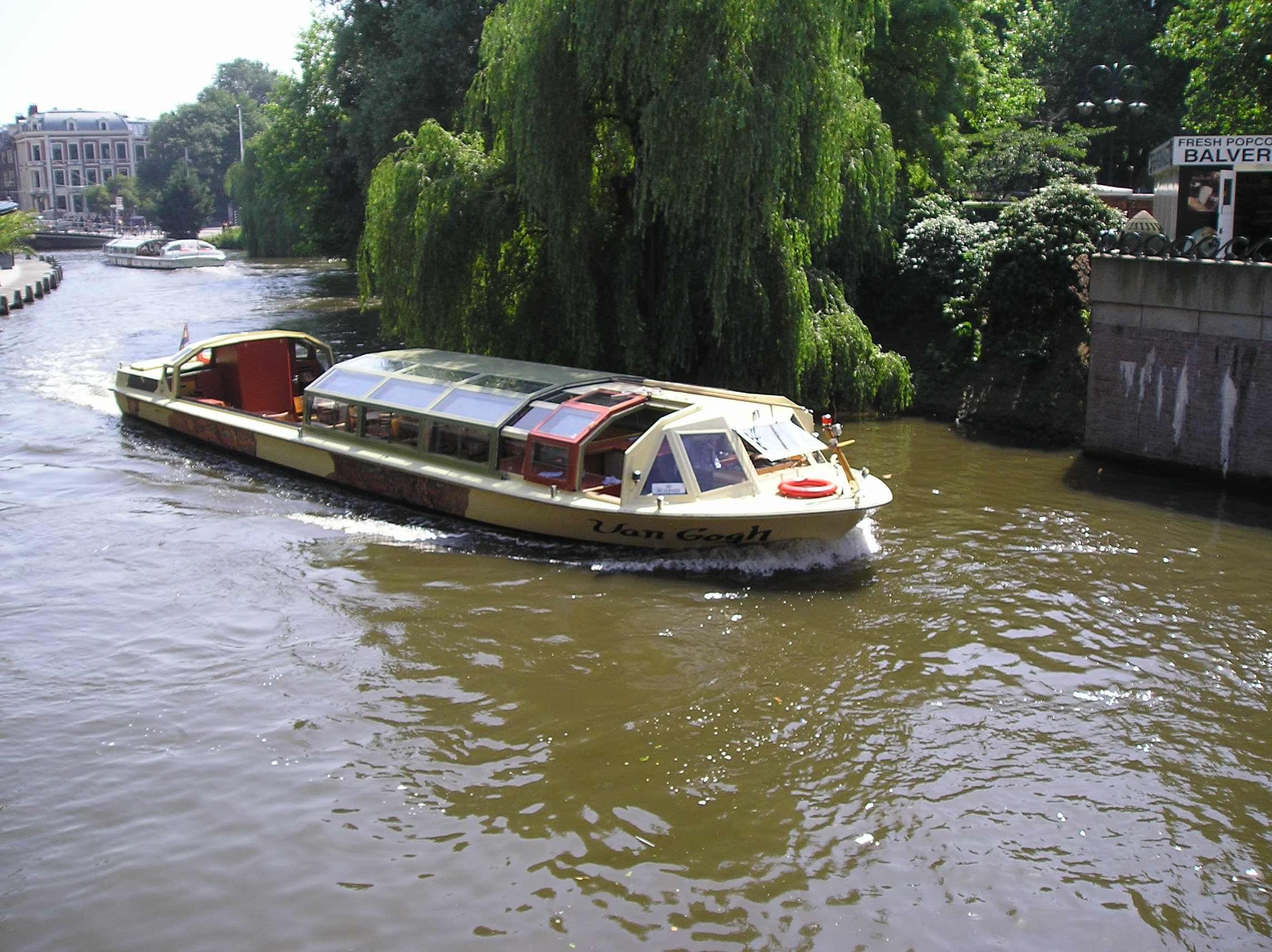
Flodbåt i Amsterdam.

Flodbåt är en båttyp som används för färd på floder, kanaler, insjöar och andra inre vattenvägar. Dessa båtar har ofta en något annorlunda utformning än båtar avsedda för öppet hav, eftersom de kan tillverkas med mindre tålig konstruktion än de båtar som behöver tåla kraftigare vind- och vågförhållanden, och kan också ha mer begränsad navigations- och räddningsutrustning. I vissa städer som t Amsterdam används dessa för lokala resor inom orten.
Flodbåtar kan vara avsedda för passagerar- eller godstransport.

## Bilder

Flodbåt på Tennesseefloden 1863.
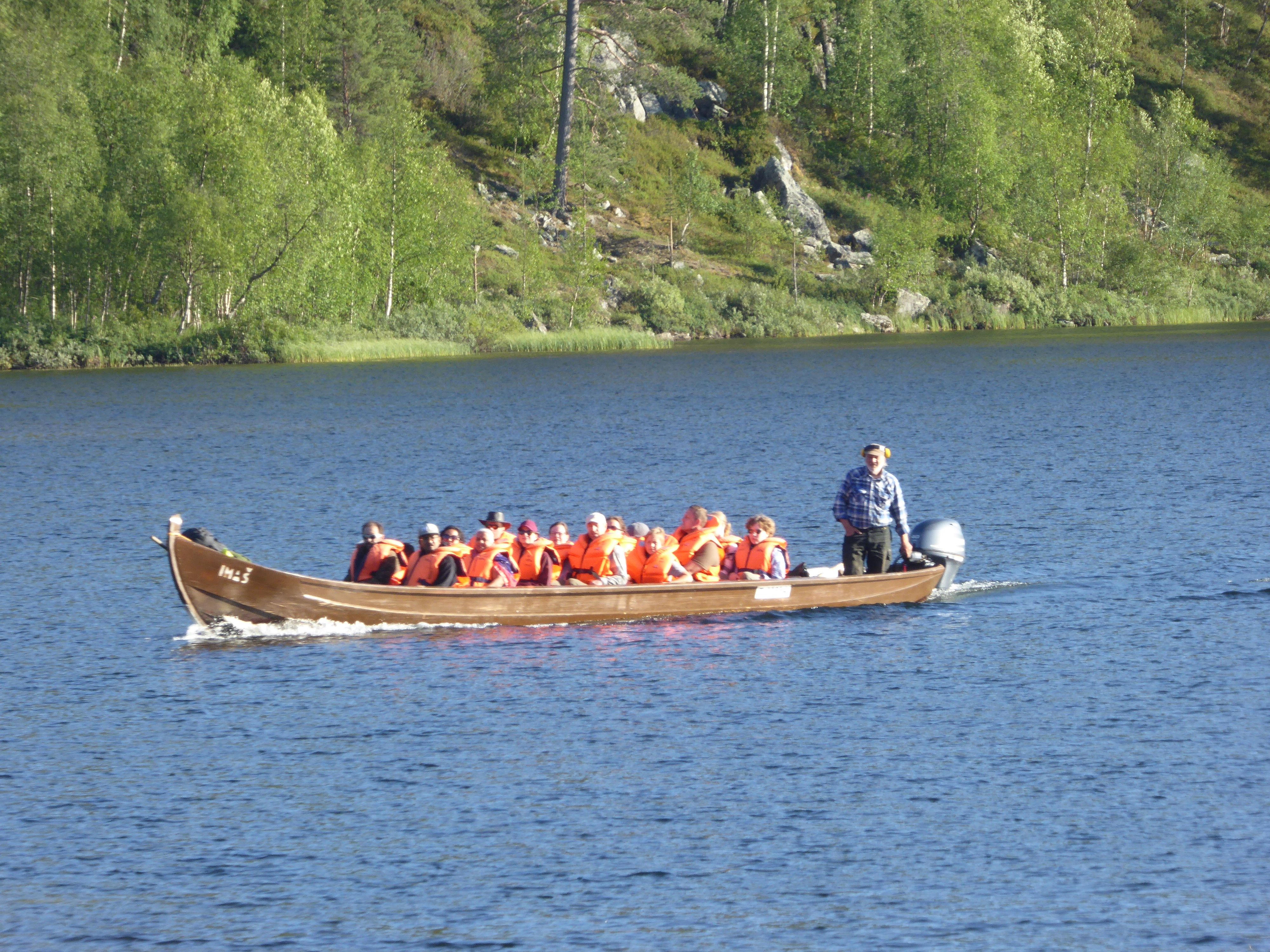
Flodbåt i Lemmenjoki nationalpark.
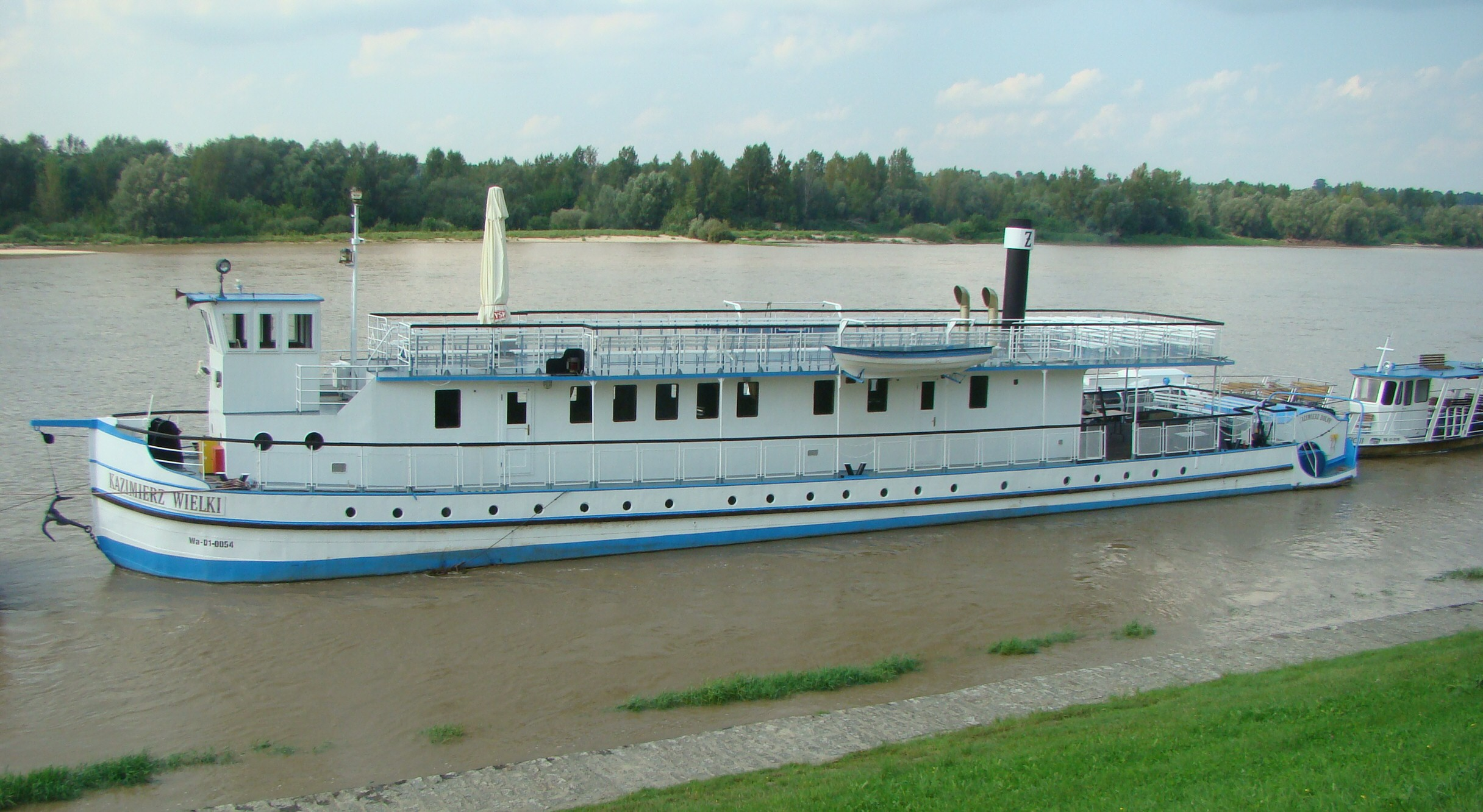
Flodbåt på Wisła.
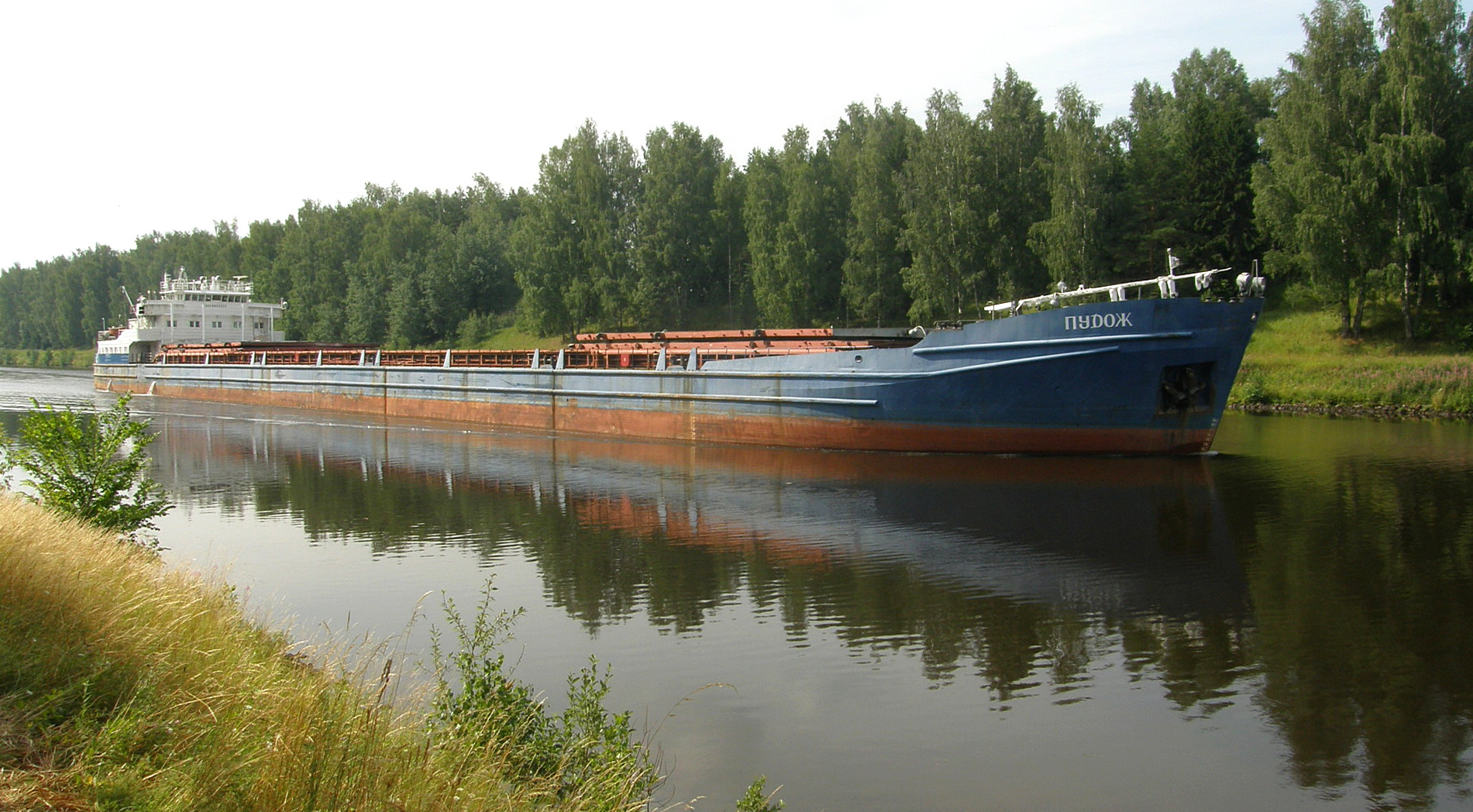
Flodbåt i Moskvakanalen.